# Masshysteri (album)
Masshysteri är den andra fullängdsskivan av det svenska bandet Masshysteri, utgivet som LP och CD på Ny våg Records (Ny Våg #127) våren 2010.

## Låtlista
1. Masshysteri Del Två
2. Dom Kan Inte Höra Musiken
3. Välkommen Till Verkligenheten
4. Beskjutna
5. Satans Barn
6. Vintern
7. När Botten Är Nådd
8. Låt Dom Hata Oss
9. Immun
10. Spökstad